# Smedby AIS
Smedby AIS, eller SAIS, är en fotbollsklubb från sydöstra Norrköping, från stadsdelen Smedby. Klubben som grundades 1929 har Östergötlands största ungdomsverksamhet med över 1 500 medlemmar.
Smedbys damlag spelar i Division 1 Mellersta och herrarna i Division 2 Södra Svealand. Herrlaget har spelat i Sveriges tredje division i fotboll, första gången 1961 och senast 2003. Smedbys herr- och dam-A-lag spelar på PreZero Arena. SAIS fick utmärkelsen Årets talangförening av Östergötlands fotbollsförbund. Smedby firade 75-årsjubileum den 7 oktober 2004. SAIS har även gjort sig känd för sina ledare, som producerat spelare som Christin Lilja, Sandra Landberg, Tilda Helmersson, Hasan Cetinkaya, Niclas Fredriksson, Linus Hellman och Christos Christoforidis.

## Historia
Smedby grundades av Olov Kornebäck, Hans Mildén, Evert Nordgren, Ivar Nylund och Gösta Waerme den 3 oktober 1929 och blev medlem i Riksidrottsförbundet 1931. Damidrotten startades 1932. Från början hade Smedby verksamhet i fotboll, friidrott, skidor och orientering. 1931 beslutades det att klubben skulle ha svart tröja med gul krage, gula manschetter, vita byxor och svarta strumpor med gula ränder. Under åren 1949–1961 bedrev föreningen även verksamhet i handboll.

### 1950–1960
Mellan 1955 och 1960 avancerade A-laget från division 7 till division 3 (nuvarande div. 2). 1967 sattes publikrekordet 2 135 personer som såg Smedby AIS möta IK Sleipner.

### 1970–1980
Smedby mötte Halmstad BK i Svenska cupen 1970, där de förlorade med 2-0, och IFK Göteborg 1978. 1979 firades 50-årsjubileet med en match mellan TV-laget och IFK:s guldlag, som sågs av 4 400 personer. Friidrottssektionen bildades i oktober 1997 Norrköpings Friidrottsklubb.

## Spelare

### Spelartrupp Damer
| Nr | Land    | Pos | Namn                    |
| -- | ------- | --- | ----------------------- |
| 2  | Sverige |     | Sara Hjelm              |
| 3  | Sverige |     | Cornelia Fellman        |
| 4  | Sverige |     | Freja Britse            |
| 5  | Sverige |     | Babylonya Betashur      |
| 6  | Sverige |     | Thilde "Thea" Alvberger |
| 7  | Sverige |     | Tuva Svensson           |
| 8  | Sverige |     | Tilda Björkdahl         |
| 9  | Sverige |     | Stina Dahl Forslund     |
| 10 | Sverige |     | Hanna Sävhult           |
| 11 | Sverige |     | Eliana Ibrahim          |

| Nr | Land    | Pos | Namn               |
| -- | ------- | --- | ------------------ |
| 12 | Sverige |     | Ebba Karnehov      |
| 14 | Sverige |     | Anna Fredriksson   |
| 15 | Sverige |     | Ebba Jaensson      |
| 16 | Sverige |     | Tuva Åberg         |
| 17 | Sverige |     | Emilia Axmacher    |
| 18 | Sverige |     | Felicia Zetterberg |
| 20 | Sverige |     | Ester Eriksson     |
| 21 | Sverige |     | Emma Aldén         |
| 22 | Sverige |     | Beatrice Norén     |
| 23 | Sverige |     | Agnes Ekberg       |
| 25 | Sverige |     | Nora Samuelsson    |
| 99 | Sverige |     | Tyra Berggården    |

### Spelartrupp Herrar
| Nr | Land    | Pos | Namn             |
| -- | ------- | --- | ---------------- |
| 1  | Sverige | MV  | Jesper Royé      |
| 2  | Sverige | F   | Fred Andersson   |
| 3  | Sverige | F   | Theo Nordlund    |
| 4  | Sverige | F   | Isac Johansson   |
| 5  | Sverige | F   | Jakob Olsson     |
| 6  | Sverige | A   | Jacob Lundell    |
| 7  | Sverige | A   | Joakim Gunnar    |
| 8  | Sverige | MF  | Maximilian Malm  |
| 10 | Sverige | A   | Amer Ibrahimovic |
| 12 | Sverige | MF  | Daniel Rann      |

| Nr | Land       | Pos | Namn             |
| -- | ---------- | --- | ---------------- |
| 13 | Sverige    | MF  | Adam Rasmusson   |
| 14 | Sverige    | F   | Kevin Fridh      |
| 15 | Sverige    | F   | Felix Linde      |
| 16 | Sverige    | MV  | Vilgot Ederth    |
| 17 | Sverige    | MF  | Christian Saliba |
| 18 | Sverige    | F   | Carl Kronander   |
| 19 | Sverige    | A   | Joel Unger       |
| 20 | Australien | F   | Henry Cliff      |
| 21 | Sverige    | F   | Simon Cakar      |
| 22 | Sverige    | MF  | Felix Larsson    |
| 23 | Sverige    | MF  | Anton Andersson  |
| 25 | Sverige    | MF  | Josef Gawreyia   |
| 30 | Sverige    | MF  | Nikola Tkalčić   |
| 42 | Sverige    | MF  | Nikola Sotra     |

## Hemmaarena

### Den tidiga historien
Smedby AIS första idrottsplats låg intill Lidaberget i Smedby och invigdes 1931. Där blev föreningen kvar fram till 1935 då man flyttade in på Norrköpings idrottspark. Mellan 1930 och 1934 hade orienteringen och skidorna sin verksamhet i en sportstuga som man hyrde vid Myrudden vid Ensjön söder om Norrköping. 1935 hyrde man i stället en sportstuga i Kolmården, norr om Norrköping.

### 1937 och framåt
Norrköpings kommun upplät mark i Smedby år 1937, efter ansökan av klubben. Bygget av det som skulle bli Smedby IP började under sommaren 1937 och 1942 kunde planen tas i bruk. Den 15 och 17 juni 1945 invigdes idrottsplatsen av Sven Högström, mannen som låg bakom byggandet av Smedby IP. Från början hade "IP" även löparbanor som lades om år 1952. Gamla klubblokalen invigdes 1957 och låg på Ljuragatan, i Ljura, som var dåtidens upptagningsområde. 1976 flyttade klubben till en ny lokal på Västgötegatan, eftersom medlemsantalet ökade. 1984 byggdes, och invigdes, det klubbhus som skulle användas fram till 2016 på Smedby IP. 1995 spelades även den allsvenska premiären här mellan IFK Norrköping och Örgryte IS som slutade med Örgryte-seger 2-0. Matchen sågs av 2 000 åskådare. År 2003 tränade Sveriges landslag inför vänskapsmatchen mot Grekland på Norrköpings Idrottspark

### 2014 till i dag
2014 invigdes nya Mirum arena, dit Smedby AIS flyttade från Smedby IP. 2016 stod även det nya klubbhuset vid Mirum arena klart. Arenan hade en gräsplan och två konstgräsplaner. 2019 omfattade anläggningen 16 tre-, fem-, sju-, och elvamannaplaner och elva omklädningsrum. 2023 anlades även nya tre mot tre-planer med sarg.
2020 byttes arenans namn till Suez arena och 2021 fick den namnet Pro Zero arena.